# Condado de Fayette (Alabama)
O Condado de Fayette é um dos 67 condados do estado norte-americano do Alabama. De acordo com o censo de 2022, sua população é de 16.118 habitantes. A sede de condado e sua maior cidade é Fayette.
O condado foi fundado em 1809 e recebeu o seu nome em homenagem ao Marquês de La Fayette (1757–1834), político e militar francês, que participou na Guerra da Independência dos Estados Unidos e nos primórdios da Revolução Francesa.

## História
O condado foi estabelecido em 20 de dezembro de 1824, durante a histórica visita de Lafayette aos Estados Unidos. A cidade de Fayette, sede do condado, foi organizada em 15 de janeiro de 1821; a atual corte data de 1911.

## Geografia
De acordo com o censo, sua área total é de 1.629 km², destes sendo 1.625,5 km² de terra e 4,5 km² de água.

### Condados adjacentes
- Condado de Marion, norte
- Condado de Walker, leste
- Condado de Tuscaloosa, sudeste
- Condado de Pickens, sudoeste
- Condado de Lamar, oeste

## Transportes

### Principais rodovias
- U.S. Highway 43
- State Route 13
- State Route 18
- State Route 96
- State Route 102
- State Route 107
- State Route 129
- State Route 171
- State Route 233

### Ferrovias
- BNSF Railway
- Norfolk Southern Railway
- Luxapalila Valley Railroad

## Demografia
De acordo com o censo de 2022:
- População total: 16.118 habitantes
- Densidade: 10 hab/km²
- Residências: 7.809
- Famílias: 6.204
- Composição da população:
  - Brancos: 85,9%
  - Negros: 11,4%
  - Nativos americanos e do Alaska: 0,5%
  - Asiáticos: 0,5%
  - Duas ou mais raças: 1,7%
  - Hispânicos ou latinos: 2,1%

## Comunidades

### Cidades
- Fayette (sede)
- Winfield (parcialmente no condado de Marion)

### Vilas
- Belk
- Berry
- Glen Allen (parcialmente no condado de Marion)
- Gu-Win (parcialmente no condado de Marion)

### Comunidades não-incorporadas
- Bankston
- Bazemore
- Bluff
- Boley Springs
- Covin
- Flatwoods
- Howard
- Hubbertville
- Newtonville
- Studdards Crossroads